# Jules Perréard

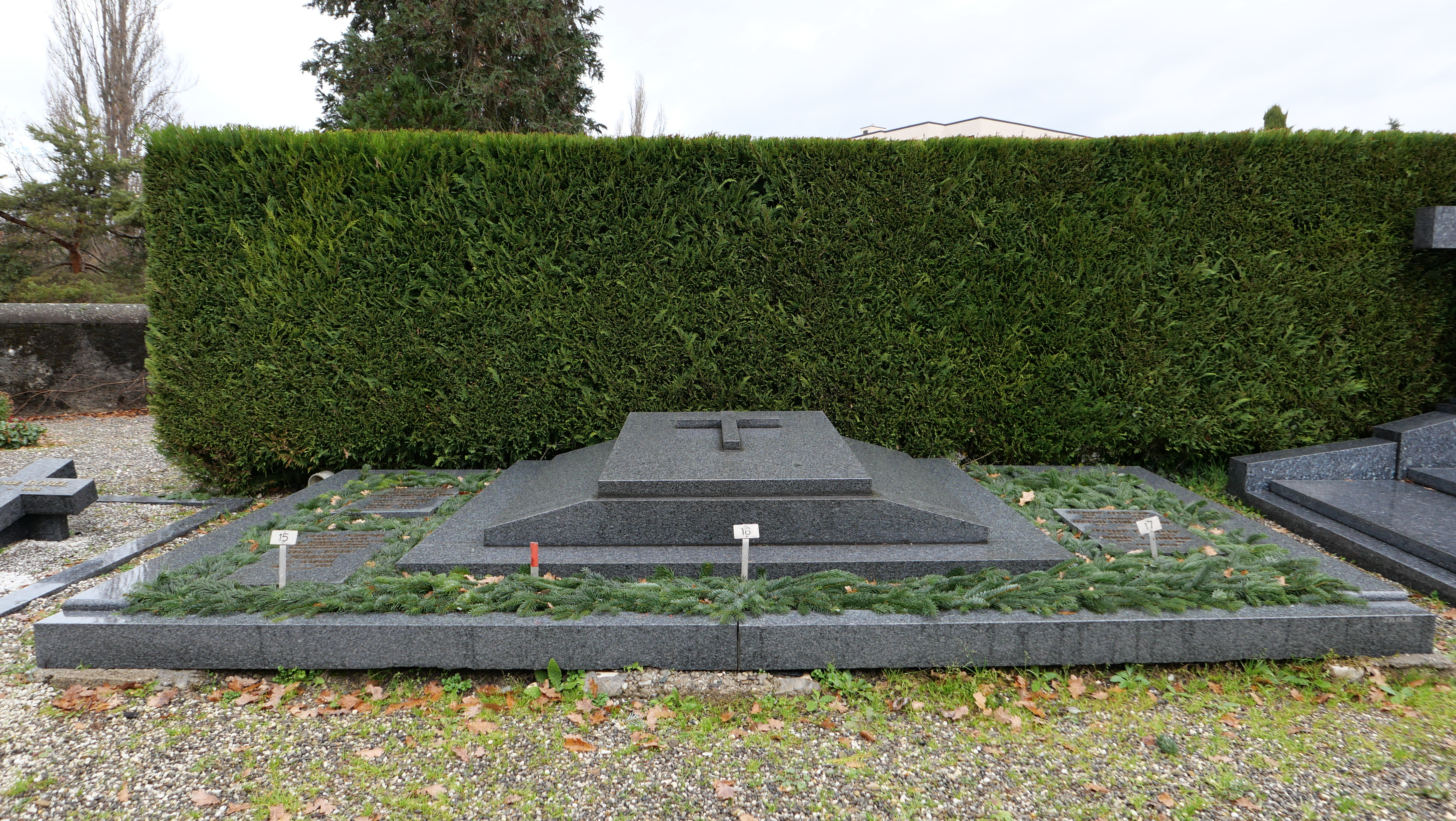
Familiengrab der Familie Perréard auf dem Friedhof von Chêne-Bourg

Jules-François Perréard (* 13. Mai oder 13. Juni 1862 in Thônex; † 14. November 1930 in Soral; heimatberechtigt in Thônex und Chêne-Bourg) war ein Schweizer Unternehmer und Politiker.

## Leben

### Familie
Jules Perréard war der Sohn des Tabakfabrikanten und Staatsrats François Perréard (1836–1891) und dessen Ehefrau Joséphine (geb. Côte).
Er war mit Jeanne, die Tochter des Händlers Charles Rojoux (* 3. August 1831; † November 1910), verheiratet; ihr gemeinsamer Sohn war der spätere Jurist und Politiker François Perréard (1892–1974).
Sein Schwager war der spätere Staatsrat Henry Boveyron (1852–1931).

### Werdegang
Nachdem Jules Perréard am Collège Calvin seine Matura erworben hatte, erhielt er eine Lehre in der Tabakindustrie in Bremen.
Nach der Ausbildung kehrte er nach Hause zurück und übernahm die väterliche Zigarrenfabrik in Chêne-Bourg.

### Politisches und gesellschaftliches Wirken
Jules Perréard war von 1898 bis 1902 Gemeindepräsident von Anières und darauf von 1902 bis 1906 von Chêne-Bourg.
Er war von 1905 bis 1913 freisinniger Genfer Grossrat sowie von 1906 bis 1912, als Nachfolger des verstorbenen Alfred Vincent, Staatsrat und leitete hierbei das Departement für Handel und Industrie, das Departement für Erziehungswesen sowie das Departement für Inneres und Militär; 1911 war er Präsident des Staatsrats, trat dann aber bei der Wiederwahl für den Staatsrat nicht mehr an, sein Nachfolger wurde Paul Magnenat (1875–1946).
Vom 7. Dezember 1908 bis zum 3. Dezember 1911 war er Nationalrat.
Er vertrat 1912 als Direktor die Schweiz in der Régie française des tabacs (Französische Tabakverwaltung) und mit den Schweizer Zollstellen initiierte er 1921 den Entwurf für die Besteuerung des Tabaks.
Jules Perréard war ein überzeugter Verfechter der Trennung von Kirche und Staat.
Bis zu seinem Rücktritt 1914 war er Mitglied des Kreiseisenbahnrats, ihm folgte Marc Peter.